# Edward Maya
Eduard Marian Ilie, dit Edward Maya, né le 29 juin 1986 à Bucarest, est un compositeur chanteur, DJ et producteur roumain, d'électro et de house.
À l'été 2009, Stereo Love, sa première chanson dont il est à la fois le producteur et l'interprète (avec Vika Jigulina), rencontre le succès et l'entraîne en concert dans le monde entier : au Maroc, Tunisie, Turquie, Serbie, Algérie, Macédoine, Portugal, Russie, Pologne, Belgique, Espagne, Italie, Grèce, Chypre, Canada, Équateur, Moldavie et en France.
Ce titre est l'un des plus grands hits de l'année 2010 sur les radios musicales françaises et atteint la première place des ventes single, vente iTunes, et no 1 du club 40. Stereo Love est no 1 du Top50 durant 4 semaines en janvier 2010. Le clip de Stereo Love fut tourné à Mykonos, en Grèce. En février 2013, les différentes versions de la chanson disponibles sur YouTube avaient généré plus de 250 millions de vues.
Le second single d'Edward Maya s'intitule This Is My Life, toujours avec la chanteuse Vika Jigulina.
Il a aussi créé son label indépendant : Mayavin Records, et le 10 août 2010 sort le making of de son second clip This Is My life, produit par Dragos Buliga qui a également produit le clip Stereo Love. Il a été tourné en Roumanie.
Son troisième single Desert Rain, inclus dans l'album The Stereo Love Show, est sorti le 28 décembre 2010. Ce single est toujours en collaboration avec Vika Jigulina.

## Discographie

### Album
- The Stereo Love Show (sorti le 10/06/2013) Label: Mayavin Records

### Singles
| Titre                                        | Année | Meilleure position | Meilleure position | Meilleure position | Meilleure position | Meilleure position | Meilleure position | Meilleure position | Meilleure position | Meilleure position | Meilleure position | Meilleure position | Meilleure position | Meilleure position | Meilleure position | Certifications             | Album                |
| Titre                                        | Année | ROU                | BELW               | BELF               | LUX                | EST                | FRA                | ALL                | IRL                | ESP                | ITA                | R-U                | EUR                | CAN                | SUÈ                | Certifications             | Album                |
| -------------------------------------------- | ----- | ------------------ | ------------------ | ------------------ | ------------------ | ------------------ | ------------------ | ------------------ | ------------------ | ------------------ | ------------------ | ------------------ | ------------------ | ------------------ | ------------------ | -------------------------- | -------------------- |
| Stereo Love (featuring Vika Jigulina)        | 2009  | 2                  | 2                  | 7                  | 1                  | 1                  | 1                  | 4                  | 1                  | 1                  | 4                  | 4                  | 3                  | 19                 | 1                  | - BEL : Or - SUI : Platine | The Stereo Love Show |
| This Is My Life (featuring Vika Jigulina)    | 2010  | 3                  | —                  | 4                  | 24                 | 23                 | 2                  | —                  | —                  | —                  | 7                  | —                  | 10                 | —                  | —                  |                            | The Stereo Love Show |
| Desert Rain                                  | 2010  | —                  | —                  | —                  | —                  | —                  | —                  | —                  | —                  | —                  | —                  | —                  | —                  | —                  | —                  |                            | The Stereo Love Show |
| Love Story (by violet light)                 | 2010  | —                  | —                  | —                  | —                  | —                  | —                  | —                  | —                  | —                  | —                  | —                  | —                  | 17                 | —                  |                            | The Stereo Love Show |
| Out of Love (featuring Vika Jigulina)        | 2010  | —                  | —                  | —                  | —                  | —                  | —                  | —                  | —                  | —                  | —                  | —                  | —                  | —                  | —                  |                            |                      |
| Next Door (featuring Violet Light)           | 2012  | —                  | —                  | —                  | —                  | —                  | —                  | —                  | —                  | —                  | —                  | —                  | —                  | —                  | —                  |                            |                      |
| Back Home (featuring Violet Light)           | 2012  | —                  | —                  | —                  | —                  | —                  | —                  | —                  | —                  | —                  | —                  | —                  | —                  | —                  | —                  |                            |                      |
| Friends Forever (featuring Mayavin Show)     | 2012  | —                  | —                  | —                  | —                  | —                  | —                  | —                  | —                  | —                  | —                  | —                  | —                  | —                  | —                  |                            |                      |
| Mono In Love (featuring Vika Jigulina)       | 2012  | —                  | —                  | —                  | —                  | —                  | —                  | —                  | —                  | —                  | —                  | —                  | —                  | —                  | —                  |                            |                      |
| Stay with Me (featuring Akcent)              | -     | —                  | —                  | —                  | —                  | —                  | —                  | —                  | —                  | —                  | —                  | —                  | —                  | —                  | —                  |                            |                      |
| Happy For You (featuring Liviu Hodor & Tara) | -     | —                  | —                  | —                  | —                  | —                  | —                  | —                  | —                  | —                  | —                  | —                  | —                  | —                  | —                  |                            |                      |
| Twinheart (featuring Deya)                   | -     | —                  | —                  | —                  | —                  | —                  | —                  | —                  | —                  | —                  | —                  | —                  | —                  | —                  | —                  |                            |                      |
| Stay Longer                                  | -     | —                  | —                  | —                  | —                  | —                  | —                  | —                  | —                  | —                  | —                  | —                  | —                  | —                  | —                  |                            |                      |
| Close Your Eyes                              | -     | —                  | —                  | —                  | —                  | —                  | —                  | —                  | —                  | —                  | —                  | —                  | —                  | —                  | —                  |                            |                      |
| Alunelu (featuring OMU)                      | -     | —                  | —                  | —                  | —                  | —                  | —                  | —                  | —                  | —                  | —                  | —                  | —                  | —                  | —                  |                            |                      |
| Vision of Maya (featuring OMU)               | -     | —                  | —                  | —                  | —                  | —                  | —                  | —                  | —                  | —                  | —                  | —                  | —                  | —                  | —                  |                            |                      |
| The Other Life (featuring OMU)               | -     | —                  | —                  | —                  | —                  | —                  | —                  | —                  | —                  | —                  | —                  | —                  | —                  | —                  | —                  |                            |                      |